# 長屋房夫
イオアン 長屋 房夫（ - ながや ふさお、1950年 - ）は、正教会の長司祭。ロシア正教会駐日ポドヴォリエに所属する。「イオアン」は聖名（「イオアンニス」と現代ギリシャ語で表記されることもある）。北海道生まれ。

## 略歴
- 1969年～1976年 - ロシア・サンクトペテルブルク神学アカデミア（当時レニングラード神学校）に留学、卒業。
- 1976年～1980年 - 国立アテネ大学に国費留学、同大神学部卒業。
- 1980年 - モスクワで司祭に叙聖される。
- 早稲田大学、法政大学で非常勤講師。

## 著書・訳書
- （訳書）修道士テオクリトス・ディオニシアトス著『天と地の間 －アトスの修道－』 - ウェイバックマシン（2011年7月11日アーカイブ分）
- 『写真対応 ギリシアを旅する会話 (単行本)』三修社　ISBN 9784384034264
- （丸野稔共著）『ギリシア語―ギリシアを旅する (トラブラないトラベル会話)』　ISBN 9784384020663